# Karl Eckert (Politiker, 1928)
Karl Eckert (* 15. Februar 1928 in Uchtelfangen; † Oktober 2004) war ein deutscher Politiker der CVP und der CDU.

## Leben und Beruf
Eckert war als Elektrotechniker tätig, nachdem er die Lehre mit der Meisterprüfung abschloss. Später wurde er zum Innungsmeister ernannt und gehörte der Landesprüfungskommission an. Bis 1965 übte er eine technische Tätigkeit an der Universität des Saarlandes aus und war Betriebsratsvorsitzender.

## Politik
Um 1948 herum trat Eckert in die CVP ein, welche 1959 mit der CDU vereinigt wurde. Ab 1956 gehörte er dem Gemeinderat in Eppelborn und dem Verwaltungsrat des Amtes Eppelborn an. 1965 wurde er in den Saarländischen Landtag gewählt, dem er bis 1975 angehörte. Im August 1974 erfolgte schließlich die Wahl Eckerts zum Bürgermeister der im Zuge der Gebietsreform neugebildeten Gemeinde Eppelborn. Dieses Amt hatte er bis zu seiner Pensionierung 1983 inne. Seitdem war er Vorsitzender des Förderkreises des Psychiatrischen Pflegeheims in Habach sowie von 1993 bis zu seinem Tod Gründungsvorsitzender der Stiftung Kulturgut der Gemeinde Eppelborn.

## Ehrungen
- Ehrenmitglied des Saarländischen Schwesternverbandes Ottweiler